# Copa del Món de Futbol de 1990
La XIV Copa del Món de Futbol es disputà a Itàlia, entre el 8 de juny i el 8 de juliol de 1990. D'aquesta manera Itàlia es convertí en el segon país a celebrar per segona vegada una Copa del Món, ja que havia organitzat l'edició de 1934.
24 seleccions nacionals participaren en un torneig amb diverses sorpreses, com la participació de Camerun, que aconseguí ser el primer equip africà en arribar fins als quarts de final. L'èxit dels camerunesos els feu guanyar el sobrenom de "lleons indomables". La final es disputà per segona vegada consecutiva per Argentina i Alemanya Federal, poc abans de la Reunificació alemanya. Aquesta vegada guanyaren els europeus per 1 a 0 gràcies a un penal convertit per Andreas Brehme al minut 86 de joc.
Una nota negativa d'aquest mundial fou el posterior reconeixement fet per Diego Armando Maradona, que afirmà que al partit de vuitens de final que jugà Argentina contra Brasil, un assistent del cos mèdic argentí drogà un jugador del Brasil amb benzodiazepina, que li subministrà en un bidó d'aigua. El resultat final fou 1 a 0 a favor de l'Argentina. No obstant això, altres integrants del planter argentí desmentiren el fet.

## Països participants
En cursiva, els debutants en la Copa del Món.
| Classificatòries | Classificatòries | Classificatòries | Classificatòries                  | Classificatòries | Classificatòries |
| ---------------- | ---------------- | ---------------- | --------------------------------- | ---------------- | ---------------- |
| Àfrica           | Àsia             | Europa           | Amèrica del Nord, Central i Carib | Oceania          | Amèrica del Sud  |

| Alemanya Federal | Txecoslovàquia      | Escòcia             | Països Baixos |
| Argentina        | Colòmbia            | Espanya             | Romania       |
| Àustria          | Corea del Sud       | Estats Units        | Suècia        |
| Bèlgica          | Costa Rica          | Anglaterra          | URSS          |
| Brasil           | Egipte              | República d'Irlanda | Uruguai       |
| Camerun          | Emirats Àrabs Units | Itàlia              | Iugoslàvia    |

## Seus
Dotze estadis de dotze ciutats foren seleccionats com a seu dels partits de la Copa del Món de 1990.
| Milà                                                         | Roma                                                                | Torí                                                                | Nàpols                                                         |
| ------------------------------------------------------------ | ------------------------------------------------------------------- | ------------------------------------------------------------------- | -------------------------------------------------------------- |
| San Siro                                                     | Stadio Olimpico                                                     | Stadio delle Alpi                                                   | Stadio San Paolo                                               |
| 45° 28′ 40.89″ N, 9° 7′ 27.14″ E / 45.4780250°N,9.1242056°E  | 41° 56′ 1.99″ N, 12° 27′ 17.23″ E / 41.9338861°N,12.4547861°E       | 45° 06′ 34.42″ N, 7° 38′ 28.54″ E / 45.1095611°N,7.6412611°E        | 40° 49′ 40.68″ N, 14° 11′ 34.83″ E / 40.8279667°N,14.1930083°E |
| Capacitat: 74.559                                            | Capacitat: 73.603                                                   | Capacitat: 62.628                                                   | Capacitat: 59.978                                              |
|                                                              |                                                                     |                                                                     |                                                                |
| Bari                                                         | RomaMilàNàpolsToríBariVeronaFlorènciaCàllerBolonyaUdinePalermGènova | RomaMilàNàpolsToríBariVeronaFlorènciaCàllerBolonyaUdinePalermGènova | Florència                                                      |
| Stadio San Nicola                                            | RomaMilàNàpolsToríBariVeronaFlorènciaCàllerBolonyaUdinePalermGènova | RomaMilàNàpolsToríBariVeronaFlorènciaCàllerBolonyaUdinePalermGènova | Stadio Comunale                                                |
| 41° 5′ 5.05″ N, 16° 50′ 24.26″ E / 41.0847361°N,16.8400722°E | RomaMilàNàpolsToríBariVeronaFlorènciaCàllerBolonyaUdinePalermGènova | RomaMilàNàpolsToríBariVeronaFlorènciaCàllerBolonyaUdinePalermGènova | 43° 46′ 50.96″ N, 11° 16′ 56.13″ E / 43.7808222°N,11.2822583°E |
| Capacitat: 51.426                                            | RomaMilàNàpolsToríBariVeronaFlorènciaCàllerBolonyaUdinePalermGènova | RomaMilàNàpolsToríBariVeronaFlorènciaCàllerBolonyaUdinePalermGènova | Capacitat: 38.971                                              |
|                                                              | RomaMilàNàpolsToríBariVeronaFlorènciaCàllerBolonyaUdinePalermGènova | RomaMilàNàpolsToríBariVeronaFlorènciaCàllerBolonyaUdinePalermGènova |                                                                |
| Verona                                                       | RomaMilàNàpolsToríBariVeronaFlorènciaCàllerBolonyaUdinePalermGènova | RomaMilàNàpolsToríBariVeronaFlorènciaCàllerBolonyaUdinePalermGènova | Udine                                                          |
| Stadio Marc'Antonio Bentegodi                                | RomaMilàNàpolsToríBariVeronaFlorènciaCàllerBolonyaUdinePalermGènova | RomaMilàNàpolsToríBariVeronaFlorènciaCàllerBolonyaUdinePalermGènova | Stadio Friuli                                                  |
| 45° 26′ 7.28″ N, 10° 58′ 7.13″ E / 45.4353556°N,10.9686472°E | RomaMilàNàpolsToríBariVeronaFlorènciaCàllerBolonyaUdinePalermGènova | RomaMilàNàpolsToríBariVeronaFlorènciaCàllerBolonyaUdinePalermGènova | 46° 4′ 53.77″ N, 13° 12′ 0.49″ E / 46.0816028°N,13.2001361°E   |
| Capacitat: 35.950                                            | RomaMilàNàpolsToríBariVeronaFlorènciaCàllerBolonyaUdinePalermGènova | RomaMilàNàpolsToríBariVeronaFlorènciaCàllerBolonyaUdinePalermGènova | Capacitat: 35.713                                              |
|                                                              | RomaMilàNàpolsToríBariVeronaFlorènciaCàllerBolonyaUdinePalermGènova | RomaMilàNàpolsToríBariVeronaFlorènciaCàllerBolonyaUdinePalermGènova |                                                                |
| Càller                                                       | Bolonya                                                             | Palerm                                                              | Gènova                                                         |
| Stadio Sant'Elia                                             | Stadio Renato Dall'Ara                                              | Stadio La Favorita                                                  | Stadio Luigi Ferraris                                          |
| 39° 11′ 57.82″ N, 9° 8′ 5.83″ E / 39.1993944°N,9.1349528°E   | 44° 29′ 32.33″ N, 11° 18′ 34.80″ E / 44.4923139°N,11.3096667°E      | 38° 9′ 9.96″ N, 13° 20′ 32.19″ E / 38.1527667°N,13.3422750°E        | 44° 24′ 59.15″ N, 8° 57′ 8.74″ E / 44.4164306°N,8.9524278°E    |
| Capacitat: 35.238                                            | Capacitat: 34.520                                                   | Capacitat: 33.288                                                   | Capacitat: 31.823                                              |
|                                                              |                                                                     |                                                                     |                                                                |

## Àrbitres
| Àfrica - Neji Jouini Àsia - Jamal Al Sharif - Shizuo Takada | Europa - Luigi Agnolin - Emilio Soriano Aladren - George Courtney - Erik Fredriksson - Siegfried Kirschen - Helmut Kohl - Tullio Lanese - Peter Mikkelsen - Zoran Petrović - Joël Quiniou - Kurt Röthlisberger - Aron Schmidhuber - Carlos Silva Valente - George Smith - Alan Snoddy - Alexey Spirin - Marcel Van Langenhove - Michel Vautrot | Amèrica del Nord i Central - Edgardo Codesal - Vincent Mauro Amèrica del Sud - Juan Daniel Cardellino - Elias Jácome - Juan Carlos Loustau - Carlos Maciel - Hernán Silva - José Roberto Wright |

## Plantilles
Per a la informació de les plantilles de les seleccions classificades per a la Copa del Món de Futbol 1990 vegeu l'article separat: Plantilles de la Copa del Món de futbol 1990.

## Resultats

### Primera fase

#### Grup A
| Pos | Equip          | PJ | PG | PE | PP | GF | GC | DG | Pts | Classificació          |
| --- | -------------- | -- | -- | -- | -- | -- | -- | -- | --- | ---------------------- |
| 1   | Itàlia (H)     | 3  | 3  | 0  | 0  | 4  | 0  | +4 | 6   | Avança a la fase final |
| 2   | Txecoslovàquia | 3  | 2  | 0  | 1  | 6  | 3  | +3 | 4   | Avança a la fase final |
| 3   | Àustria        | 3  | 1  | 0  | 2  | 2  | 3  | −1 | 2   |                        |
| 4   | Estats Units   | 3  | 0  | 0  | 3  | 2  | 8  | −6 | 0   |                        |

| Itàlia        | 1–0     | Àustria |
| ------------- | ------- | ------- |
| Schillaci 78' | (Resum) |         |

 Stadio Olimpico, Roma
Àrb: Wright (BRA)
Assistència: 73,303        
| Estats Units  | 1–5     | Txecoslovàquia                                       |
| ------------- | ------- | ---------------------------------------------------- |
| Caligiuri 61' | (Resum) | Skuhravý 25', 78' Bílek 39' pen Hašek 50' Luhový 90' |

 Stadio Comunale, Florència
Àrb: Röthlisberger (SUI)
Assistència: 33,266        
| Itàlia       | 1–0     | Estats Units |
| ------------ | ------- | ------------ |
| Giannini 11' | (Resum) |              |

 Stadio Olimpico, Roma
Àrb: Codesal (MEX)
Assistència: 73,423        
| Àustria | 0–1     | Txecoslovàquia |
| ------- | ------- | -------------- |
|         | (Resum) | Bílek 30' pen  |

 Stadio Comunale, Florència
Àrb: Smith (SCO)
Assistència: 38,962        
| Àustria             | 2–1     | Estats Units |
| ------------------- | ------- | ------------ |
| Ogris 52' Rodax 65' | (Resum) | Murray 85'   |

 Stadio Comunale, Florència
Àrb: Al Sharif (SYR)
Assistència: 34,857        
| Itàlia                  | 2–0     | Txecoslovàquia |
| ----------------------- | ------- | -------------- |
| Schillaci 9' Baggio 78' | (Resum) |                |

 Stadio Olimpico, Roma
Àrb: Quiniou (FRA)
Assistència: 73,303        

#### Grup B
| Pos | Equip          | PJ | PG | PE | PP | GF | GC | DG | Pts | Classificació          |
| --- | -------------- | -- | -- | -- | -- | -- | -- | -- | --- | ---------------------- |
| 1   | Camerun        | 3  | 2  | 0  | 1  | 3  | 5  | −2 | 4   | Avança a la fase final |
| 2   | Romania        | 3  | 1  | 1  | 1  | 4  | 3  | +1 | 3   | Avança a la fase final |
| 3   | Argentina      | 3  | 1  | 1  | 1  | 3  | 2  | +1 | 3   | Avança a la fase final |
| 4   | Unió Soviètica | 3  | 1  | 0  | 2  | 4  | 4  | 0  | 2   |                        |

| Argentina | 0–1     | Camerun        |
| --------- | ------- | -------------- |
|           | (Resum) | Omam-Biyik 67' |

 Estadi Giuseppe Meazza, Milà
Àrb: Vautrot (FRA)
Assistència: 73,780        
| URSS | 0–2     | Romania              |
| ---- | ------- | -------------------- |
|      | (Resum) | Lăcătuş 42', 57' pen |

 Estadi San Nicola, Bari
Àrb: Cardellino (URU)
Assistència: 42,907        
| Argentina                  | 2–0     | URSS |
| -------------------------- | ------- | ---- |
| Troglio 27' Burruchaga 79' | (Resum) |      |

 Estadi San Paolo, Nàpols
Àrb: Fredriksson (SWE)
Assistència: 55,759        
| Camerun        | 2–1     | Romania    |
| -------------- | ------- | ---------- |
| Milla 76', 86' | (Resum) | Balint 88' |

 Estadi San Nicola, Bari
Àrb: Silva (CHI)
Assistència: 38,687        
| Camerun | 0–4     | URSS                                                       |
| ------- | ------- | ---------------------------------------------------------- |
|         | (Resum) | Protasov 20', Zygmantovich 29' Zavarov 55' Dobrovolski 63' |

 Estadi San Nicola, Bari
Àrb: Wright (BRA)
Assistència: 37,307        
| Argentina  | 1–1     | Romania    |
| ---------- | ------- | ---------- |
| Monzón 63' | (Resum) | Balint 68' |

 Estadi San Paolo, Nàpols
Àrb: Silva Valente (POR)
Assistència: 52,733        

#### Grup C
| Pos | Equip      | PJ | PG | PE | PP | GF | GC | DG | Pts | Classificació          |
| --- | ---------- | -- | -- | -- | -- | -- | -- | -- | --- | ---------------------- |
| 1   | Brasil     | 3  | 3  | 0  | 0  | 4  | 1  | +3 | 6   | Avança a la fase final |
| 2   | Costa Rica | 3  | 2  | 0  | 1  | 3  | 2  | +1 | 4   | Avança a la fase final |
| 3   | Escòcia    | 3  | 1  | 0  | 2  | 2  | 3  | −1 | 2   |                        |
| 4   | Suècia     | 3  | 0  | 0  | 3  | 3  | 6  | −3 | 0   |                        |

| Brasil          | 2–1     | Suècia     |
| --------------- | ------- | ---------- |
| Careca 40', 63' | (Resum) | Brolin 79' |

 Stadio Delle Alpi, Torí
Àrb: Lanese (ITA)
Assistència: 62,628        
| Costa Rica  | 1–0     | Escòcia |
| ----------- | ------- | ------- |
| Cayasso 49' | (Resum) |         |

 Estadi Luigi Ferraris, Gènova
Àrb: Loustau (ARG)
Assistència: 30,867        
| Brasil     | 1–0     | Costa Rica |
| ---------- | ------- | ---------- |
| Müller 33' | (Resum) |            |

 Stadio Delle Alpi, Torí
Àrb: Jouini (TUN)
Assistència: 58,007        
| Escòcia                     | 2–1     | Suècia        |
| --------------------------- | ------- | ------------- |
| McCall 10' Johnston 80' pen | (Resum) | Strömberg 86' |

 Estadi Luigi Ferraris, Gènova
Àrb: Maciel (PAR)
Assistència: 31,823        
| Brasil     | 1–0     | Escòcia |
| ---------- | ------- | ------- |
| Müller 82' | (Resum) |         |

 Stadio Delle Alpi, Torí
Àrb: Kohl (AUT)
Assistència: 62,502        
| Suècia      | 1–2     | Costa Rica             |
| ----------- | ------- | ---------------------- |
| Ekström 32' | (Resum) | Flores 75' Medford 88' |

 Estadi Luigi Ferraris, Gènova
Àrb: Petrovic (YUG)
Assistència: 30,223        

#### Grup D
| Pos | Equip               | PJ | PG | PE | PP | GF | GC | DG | Pts | Classificació          |
| --- | ------------------- | -- | -- | -- | -- | -- | -- | -- | --- | ---------------------- |
| 1   | Alemanya Occidental | 3  | 2  | 1  | 0  | 10 | 3  | +7 | 5   | Avança a la fase final |
| 2   | Iugoslàvia          | 3  | 2  | 0  | 1  | 6  | 5  | +1 | 4   | Avança a la fase final |
| 3   | Colòmbia            | 3  | 1  | 1  | 1  | 3  | 2  | +1 | 3   | Avança a la fase final |
| 4   | Emirats Àrabs Units | 3  | 0  | 0  | 3  | 2  | 11 | −9 | 0   |                        |

| Emirats Àrabs Units | 0–2     | Colòmbia                 |
| ------------------- | ------- | ------------------------ |
|                     | (Resum) | Redín 50' Valderrama 85' |

 Estadi Renato Dall'Ara, Bolonya
Àrb: Courtney (ENG)
Assistència: 30,791        
| Alemanya Federal                           | 4–1     | Iugoslàvia |
| ------------------------------------------ | ------- | ---------- |
| Matthäus 28', 65' Klinsmann 39' Völler 71' | (Resum) | Jozić 55'  |

 Estadi Giuseppe Meazza, Milà
Àrb: Mikkelsen (DEN)
Assistència: 74,765        
| Iugoslàvia | 1–0     | Colòmbia |
| ---------- | ------- | -------- |
| Jozić 75'  | (Resum) |          |

 Estadi Renato Dall'Ara, Bolonya
Àrb: Agnolin (ITA)
Assistència: 32,257        
| Alemanya Federal                                    | 5–1     | Emirats Àrabs Units |
| --------------------------------------------------- | ------- | ------------------- |
| Völler 35', 75' Klinsmann 36' Matthäus 47' Bein 59' | (Resum) | Ismaïl 46'          |

 Estadi Giuseppe Meazza, Milà
Àrb: Spirin (URS)
Assistència: 71,169        
| Alemanya Federal | 1–1     | Colòmbia   |
| ---------------- | ------- | ---------- |
| Littbarski 89'   | (Resum) | Rincón 90' |

 Estadi Giuseppe Meazza, Milà
Àrb: Snoddy (NIR)
Assistència: 72,510        
| Iugoslàvia                             | 4–1     | Emirats Àrabs Units |
| -------------------------------------- | ------- | ------------------- |
| Sušić 5' Pančev 9', 46' Prosinečki 90' | (Resum) | Thani 22'           |

 Estadi Renato Dall'Ara, Bolonya
Àrb: Takada (JPN)
Assistència: 27,833        

#### Grup E
| Pos | Equip         | PJ | PG | PE | PP | GF | GC | DG | Pts | Classificació          |
| --- | ------------- | -- | -- | -- | -- | -- | -- | -- | --- | ---------------------- |
| 1   | Espanya       | 3  | 2  | 1  | 0  | 5  | 2  | +3 | 5   | Avança a la fase final |
| 2   | Bèlgica       | 3  | 2  | 0  | 1  | 6  | 3  | +3 | 4   | Avança a la fase final |
| 3   | Uruguai       | 3  | 1  | 1  | 1  | 2  | 3  | −1 | 3   | Avança a la fase final |
| 4   | Corea del Sud | 3  | 0  | 0  | 3  | 1  | 6  | −5 | 0   |                        |

| Bèlgica                 | 2–0     | Corea del Sud |
| ----------------------- | ------- | ------------- |
| Degryse 53' De Wolf 64' | (Resum) |               |

 Estadi Marcantonio Bentegodi, Verona
àrb.: Mauro (USA)
Assistència: 32,790        
| Uruguai | 0–0     | Espanya |
| ------- | ------- | ------- |
|         | (Resum) |         |

 Estadi Friuli, Udine
àrb.: Kohl (AUT)
Assistència: 35,713        
| Espanya                                             | 3–1     | Corea del Sud     |
| --------------------------------------------------- | ------- | ----------------- |
| José Miguel González Martín del Campo 22', 61', 81' | (Resum) | Hwang Bo-Kwan 42' |

 Estadi Friuli, Udine
àrb.: Jácome (ECU)
Assistència: 32,733        
| Bèlgica                               | 3–1     | Uruguai        |
| ------------------------------------- | ------- | -------------- |
| Clijsters 16' Scifo 22' Ceulemans 48' | (Resum) | Bengoechea 74' |

 Estadi Marcantonio Bentegodi, Verona
àrb.: Kirschen (GDR)
Assistència: 33,759        
| Corea del Sud | 0–1     | Uruguai     |
| ------------- | ------- | ----------- |
|               | (Resum) | Fonseca 90' |

 Estadi Friuli, Udine
àrb.: Lanese (ITA)
Assistència: 29,039        
| Bèlgica      | 1–2     | Espanya                                                  |
| ------------ | ------- | -------------------------------------------------------- |
| Vervoort 28' | (Resum) | José Miguel González Martín del Campo 20' pen Górriz 38' |

 Estadi Marcantonio Bentegodi, Verona
àrb.: Loustau (ARG)
Assistència: 35,950        

#### Grup F
| Pos | Equip         | PJ | PG | PE | PP | GF | GC | DG | Pts | Classificació          |
| --- | ------------- | -- | -- | -- | -- | -- | -- | -- | --- | ---------------------- |
| 1   | Anglaterra    | 3  | 1  | 2  | 0  | 2  | 1  | +1 | 4   | Avança a la fase final |
| 2   | Irlanda       | 3  | 0  | 3  | 0  | 2  | 2  | 0  | 3   | Avança a la fase final |
| 3   | Països Baixos | 3  | 0  | 3  | 0  | 2  | 2  | 0  | 3   | Avança a la fase final |
| 4   | Egipte        | 3  | 0  | 2  | 1  | 1  | 2  | −1 | 2   |                        |

| Anglaterra | 1–1     | República d'Irlanda |
| ---------- | ------- | ------------------- |
| Lineker 8' | (Resum) | Sheedy 73'          |

 Estadi Sant'Elia, Càller
Àrb: Schmidhuber (FRG)
Assistència: 35,238        
| Països Baixos | 1–1     | Egipte             |
| ------------- | ------- | ------------------ |
| Kieft 58'     | (Resum) | Abdelghani 83' pen |

 Stadio La Favorita, Palerm
Àrb: Aladren (ESP)
Assistència: 33,421        
| Anglaterra | 0–0     | Països Baixos |
| ---------- | ------- | ------------- |
|            | (Resum) |               |

 Estadi Sant'Elia, Càller
Àrb: Petrović (YUG)
Assistència: 35,267        
| República d'Irlanda | 0–0     | Egipte |
| ------------------- | ------- | ------ |
|                     | (Resum) |        |

 Stadio La Favorita, Palerm
Àrb: Langenhove (BEL)
Assistència: 33,288        
| Anglaterra | 1–0     | Egipte |
| ---------- | ------- | ------ |
| Wright 64' | (Resum) |        |

 Estadi Sant'Elia, Càller
Àrb: Röthlisberger (SUI)
Assistència: 34,959        
| Països Baixos | 1–1     | República d'Irlanda |
| ------------- | ------- | ------------------- |
| Gullit 10'    | (Resum) | Quinn 71'           |

 Stadio La Favorita, Palerm
Àrb: Vautrot (FRA)
Assistència: 33,288        

#### Tria dels millors tercers
| Pos | Grp | Equip         | PJ | PG | PE | PP | GF | GC | DG | Pts | Classificació          |
| --- | --- | ------------- | -- | -- | -- | -- | -- | -- | -- | --- | ---------------------- |
| 1   | B   | Argentina     | 3  | 1  | 1  | 1  | 3  | 2  | +1 | 3   | Avança a la fase final |
| 2   | D   | Colòmbia      | 3  | 1  | 1  | 1  | 3  | 2  | +1 | 3   | Avança a la fase final |
| 3   | F   | Països Baixos | 3  | 0  | 3  | 0  | 2  | 2  | 0  | 3   | Avança a la fase final |
| 4   | E   | Uruguai       | 3  | 1  | 1  | 1  | 2  | 3  | −1 | 3   | Avança a la fase final |
| 5   | A   | Àustria       | 3  | 1  | 0  | 2  | 2  | 3  | −1 | 2   |                        |
| 6   | C   | Escòcia       | 3  | 1  | 0  | 2  | 2  | 3  | −1 | 2   |                        |

### Fase final
|  | Vuitens de final                                   | Vuitens de final                                |                                                 |       | Quarts de final | Quarts de final |                                        |                                        | Semifinals | Semifinals |  |  | Final | Final |
|  |                                                    |                                                 |                                                 |       |                 |                 |                                        |                                        |            |            |  |  |       |       |
|  | 24 de juny - Stadio Giuseppe Meazza - Milà         |                                                 |                                                 |       |                 |                 |                                        |                                        |            |            |  |  |       |       |
|  |                                                    |                                                 |                                                 |       |                 |                 |                                        |                                        |            |            |  |  |       |       |
|  | Alemanya Federal                                   | 2                                               |                                                 |       |                 |                 |                                        |                                        |            |            |  |  |       |       |
|  | Alemanya Federal                                   | 2                                               | 1 de juliol - Stadio Giuseppe Meazza - Milà     |       |                 |                 |                                        |                                        |            |            |  |  |       |       |
|  | Països Baixos                                      | 1                                               |                                                 |       |                 |                 |                                        |                                        |            |            |  |  |       |       |
|  | Països Baixos                                      | 1                                               | Alemanya Federal                                | 1     |                 |                 |                                        |                                        |            |            |  |  |       |       |
|  | 23 de juny - Stadio San Nicola - Bari              |                                                 | Alemanya Federal                                | 1     |                 |                 |                                        |                                        |            |            |  |  |       |       |
|  |                                                    | Txecoslovàquia                                  | 0                                               |       |                 |                 |                                        |                                        |            |            |  |  |       |       |
|  | Txecoslovàquia                                     | Txecoslovàquia                                  | 0                                               | 4     |                 |                 |                                        |                                        |            |            |  |  |       |       |
|  | Txecoslovàquia                                     |                                                 | 4 de juliol - Stadio delle Alpi - Torí          | 4     |                 |                 |                                        |                                        |            |            |  |  |       |       |
|  | Costa Rica                                         | 1                                               |                                                 |       |                 |                 |                                        |                                        |            |            |  |  |       |       |
|  | Costa Rica                                         | 1                                               | Alemanya Federal (pen.)                         | 1 (4) |                 |                 |                                        |                                        |            |            |  |  |       |       |
|  | 26 de juny - Stadio Renato Dall'Ara - Bolonya      |                                                 | Alemanya Federal (pen.)                         | 1 (4) |                 |                 |                                        |                                        |            |            |  |  |       |       |
|  |                                                    | Anglaterra                                      | 1 (3)                                           |       |                 |                 |                                        |                                        |            |            |  |  |       |       |
|  | Anglaterra (pr.)                                   | Anglaterra                                      | 1 (3)                                           | 1     |                 |                 |                                        |                                        |            |            |  |  |       |       |
|  | Anglaterra (pr.)                                   | 1 de juliol - Stadio San Paolo - Nàpols         |                                                 | 1     |                 |                 |                                        |                                        |            |            |  |  |       |       |
|  | Bèlgica                                            | 0                                               |                                                 |       |                 |                 |                                        |                                        |            |            |  |  |       |       |
|  | Bèlgica                                            | 0                                               | Anglaterra (pr.)                                | 3     |                 |                 |                                        |                                        |            |            |  |  |       |       |
|  | 23 de juny - Stadio San Paolo - Nàpols             |                                                 | Anglaterra (pr.)                                | 3     |                 |                 |                                        |                                        |            |            |  |  |       |       |
|  |                                                    | Camerun                                         | 2                                               |       |                 |                 |                                        |                                        |            |            |  |  |       |       |
|  | Camerun (pr.)                                      | Camerun                                         | 2                                               | 2     |                 |                 |                                        |                                        |            |            |  |  |       |       |
|  | Camerun (pr.)                                      |                                                 | 8 de juliol - Stadio Olimpico di Roma - Roma    | 2     |                 |                 |                                        |                                        |            |            |  |  |       |       |
|  | Colòmbia                                           | 1                                               |                                                 |       |                 |                 |                                        |                                        |            |            |  |  |       |       |
|  | Colòmbia                                           | 1                                               | Alemanya Federal                                | 1     |                 |                 |                                        |                                        |            |            |  |  |       |       |
|  | 25 de juny - Stadio Olimpico di Roma - Roma        |                                                 | Alemanya Federal                                | 1     |                 |                 |                                        |                                        |            |            |  |  |       |       |
|  |                                                    | Argentina                                       | 0                                               |       |                 |                 |                                        |                                        |            |            |  |  |       |       |
|  | Itàlia                                             | Argentina                                       | 0                                               | 2     |                 |                 |                                        |                                        |            |            |  |  |       |       |
|  | Itàlia                                             | 30 de juny - Stadio Olimpico di Roma - Roma     |                                                 | 2     |                 |                 |                                        |                                        |            |            |  |  |       |       |
|  | Uruguai                                            | 0                                               |                                                 |       |                 |                 |                                        |                                        |            |            |  |  |       |       |
|  | Uruguai                                            | 0                                               | Itàlia                                          | 1     |                 |                 |                                        |                                        |            |            |  |  |       |       |
|  | 25 de juny - Stadio Luigi Ferraris - Gènova        |                                                 | Itàlia                                          | 1     |                 |                 |                                        |                                        |            |            |  |  |       |       |
|  |                                                    | República d'Irlanda                             | 0                                               |       |                 |                 |                                        |                                        |            |            |  |  |       |       |
|  | República d'Irlanda (pen.)                         | República d'Irlanda                             | 0                                               | 0 (5) |                 |                 |                                        |                                        |            |            |  |  |       |       |
|  | República d'Irlanda (pen.)                         |                                                 | 3 de juliol - Stadio San Paolo - Nàpols         | 0 (5) |                 |                 |                                        |                                        |            |            |  |  |       |       |
|  | Romania                                            | 0 (4)                                           |                                                 |       |                 |                 |                                        |                                        |            |            |  |  |       |       |
|  | Romania                                            | 0 (4)                                           | Itàlia                                          | 1 (3) |                 |                 |                                        |                                        |            |            |  |  |       |       |
|  | 26 de juny - Stadio Marcantonio Bentegodi - Verona |                                                 | Itàlia                                          | 1 (3) |                 |                 |                                        |                                        |            |            |  |  |       |       |
|  |                                                    | Argentina (pen.)                                | 1 (4)                                           |       | Tercer lloc     | Tercer lloc     |                                        |                                        |            |            |  |  |       |       |
|  | Iugoslàvia                                         | Argentina (pen.)                                | 1 (4)                                           | 2     | Tercer lloc     | Tercer lloc     |                                        |                                        |            |            |  |  |       |       |
|  | Iugoslàvia                                         | 30 de juny - Stadio Artemio Franchi - Florència | 30 de juny - Stadio Artemio Franchi - Florència | 2     |                 |                 | 7 de juliol - Stadio San Nicola - Bari | 7 de juliol - Stadio San Nicola - Bari |            |            |  |  |       |       |
|  | Espanya                                            | 30 de juny - Stadio Artemio Franchi - Florència | 30 de juny - Stadio Artemio Franchi - Florència | 1     |                 |                 | 7 de juliol - Stadio San Nicola - Bari | 7 de juliol - Stadio San Nicola - Bari |            |            |  |  |       |       |
|  | Espanya                                            | Iugoslàvia                                      | 0 (2)                                           | 1     | Itàlia          | 2               |                                        |                                        |            |            |  |  |       |       |
|  | 24 de juny - Stadio delle Alpi - Torí              | Iugoslàvia                                      | 0 (2)                                           |       | Itàlia          | 2               |                                        |                                        |            |            |  |  |       |       |
|  |                                                    | Argentina (pen.)                                | 0 (3)                                           |       | Anglaterra      | 1               |                                        |                                        |            |            |  |  |       |       |
|  | Argentina                                          | Argentina (pen.)                                | 0 (3)                                           | 1     | Anglaterra      | 1               |                                        |                                        |            |            |  |  |       |       |
|  | Argentina                                          |                                                 |                                                 | 1     |                 |                 |                                        |                                        |            |            |  |  |       |       |
|  | Brasil                                             | 0                                               |                                                 |       |                 |                 |                                        |                                        |            |            |  |  |       |       |
|  | Brasil                                             | 0                                               |                                                 |       |                 |                 |                                        |                                        |            |            |  |  |       |       |

#### Vuitens de final
| Camerun          | 2–1 (pr.) | Colòmbia   |
| ---------------- | --------- | ---------- |
| Milla 106', 109' | (Resum)   | Redín 115' |

 Estadi San Paolo, Nàpols
Àrb: Lanese (ITA)
Assistència: 50,026        
| Txecoslovàquia                   | 4–1     | Costa Rica   |
| -------------------------------- | ------- | ------------ |
| Skuhravý 12', 63', 82' Kubík 75' | (Resum) | González 54' |

 Estadi San Nicola, Bari
Àrb: Kirschen (GDR)
Assistència: 47,673        
| Argentina    | 1–0     | Brasil |
| ------------ | ------- | ------ |
| Caniggia 80' | (Resum) |        |

 Stadio Delle Alpi, Torí
Àrb: Quiniou (FRA)
Assistència: 61,381        
| Alemanya Federal         | 2–1     | Països Baixos     |
| ------------------------ | ------- | ----------------- |
| Klinsmann 51' Brehme 82' | (Resum) | R. Koeman 89' pen |

 Estadi Giuseppe Meazza, Milà
Àrb: Loustau (ARG)
Assistència: 74,559        
| República d'Irlanda | 0–0 (pr.) (5–4 pen.) | Romania |
| ------------------- | -------------------- | ------- |
|                     | (Resum)              |         |

 Estadi Luigi Ferraris, Gènova
Àrb: Wright (BRA)
Assistència: 31,818        
|                                                 |     | Penals                                        |  |
| Sheedy: Houghton: Townsend: Cascarino: O'Leary: | 5–4 | Hagi: Lupu: Rotariu: Lupescu: Timofte: Bonner |  |

| Itàlia                   | 2–0     | Uruguai |
| ------------------------ | ------- | ------- |
| Schillaci 65' Serena 85' | (Resum) |         |

 Stadio Olimpico, Roma
Àrb: Courtney (ENG)
Assistència: 73,303        
| Espanya     | 1–2 (pr.) | Iugoslàvia         |
| ----------- | --------- | ------------------ |
| Salinas 83' | (Resum)   | Stojković 78', 92' |

 Estadi Marcantonio Bentegodi, Verona
Àrb: Schmidhuber (FRG)
Assistència: 35,500        
| Anglaterra | 1–0 (pr.) | Bèlgica |
| ---------- | --------- | ------- |
| Platt 119' | (Resum)   |         |

 Estadi Renato Dall'Ara, Bolonya
Àrb: Mikkelsen (DEN)
Assistència: 34,520        

#### Quarts de final
| Argentina | 0–0 (pr.) (3–2 pen.) | Iugoslàvia |
| --------- | -------------------- | ---------- |
|           | (Resum)              |            |

 Stadio Comunale, Florència
Àrb: Röthlisberger (SUI)
Assistència: 38,971        
|                                                             |     | Penals                                                                     |  |
| Serrizuela: Burruchaga: Maradona: Ivković Troglio: Dezotti: | 3–2 | Stojković: Prosinečki: Savićević: Brnović: Goycochea Hadžibegić: Goycochea |  |

| Itàlia        | 1–0     | República d'Irlanda |
| ------------- | ------- | ------------------- |
| Schillaci 38' | (Resum) |                     |

 Stadio Olimpico, Roma
Àrb: Valente (POR)
Assistència: 73,303        
| Alemanya Federal | 1–0     | Txecoslovàquia |
| ---------------- | ------- | -------------- |
| Matthäus 25' pen | (Resum) |                |

 Estadi Giuseppe Meazza, Milà
Àrb: Kohl (AUT)
Assistència: 73,347        
| Anglaterra                          | 3–2 (pr.) | Camerun                 |
| ----------------------------------- | --------- | ----------------------- |
| Platt 25' Lineker 83' pen, 105' pen | (Resum)   | Kundé 61' pen Ekéké 65' |

 Estadi San Paolo, Nàpols
Àrb: Codesal (MEX)
Assistència: 55,205        

#### Semifinal
| Argentina    | 1–1 (pr.) (4–3 pen.) | Itàlia        |
| ------------ | -------------------- | ------------- |
| Caniggia 67' | (Resum)              | Schillaci 17' |

 Estadi San Paolo, Nàpols
Àrb: Vautrot (FRA)
Assistència: 59,978        
|                                                  |     | Penals                                                             |  |
| Serrizuela: Burruchaga: Olarticoechea: Maradona: | 4–3 | Baresi: Baggio: De Agostini: Donadoni: Goycochea Serena: Goycochea |  |

| Alemanya Federal | 1–1 (pr.) (4–3 pen.) | Anglaterra  |
| ---------------- | -------------------- | ----------- |
| Brehme 60'       | (Resum)              | Lineker 80' |

 Stadio delle Alpi, Torí
Àrb: Wright (BRA)
Assistència: 62,628        
|                                 |     | Penals                                             |  |
| Brehme: Matthäus: Riedle: Thon: | 4–3 | Lineker: Beardsley: Platt: Pearce: Illgner Waddle: |  |

#### 3r i 4t lloc
| Itàlia                       | 2–1     | Anglaterra |
| ---------------------------- | ------- | ---------- |
| Baggio 71' Schillaci 86' pen | (Resum) | Platt 81'  |

 Estadi San Nicola, Bari
Àrb: Qoiniou (França)
Assistència: 51,426        

#### Final
| Argentina | 0–1 | Alemanya Federal |
| --------- | --- | ---------------- |
|           |     | Brehme 85' (p.)  |

 Stadio Olimpico di Roma, Roma
Àrbitre: Edgardo Codesal Méndez (Mèxic)
Assistència: 73.603        
| ARGENTINA                                                           | ALEMANYA FEDERAL              |
| ------------------------------------------------------------------- | ----------------------------- |
| 12 Sergio Goycochea                                                 | 1 Bodo Illgner                |
| 13 Nestor Lorenzo                                                   | 5 Klaus Augenthaler           |
| 17 Roberto Sensini                                                  | 14 Thomas Berthold            |
| 18 Jose Serrizuela                                                  | 4 Juergen Kohler              |
| 19 Oscar Ruggeri                                                    | 3 Guido Buchwald              |
| 20 Juan Simón                                                       | 3 Andreas Brehme              |
| 4 José Basualdo                                                     | 8 Thomas Hässler              |
| 7 Jorge Burruchaga                                                  | 10 Lothar Matthäus            |
| 10 Diego Maradona                                                   | 7 Pierre Littbarski           |
| 21 Pedro Troglio                                                    | 18 Juergen Klinsmann          |
| 9 Gustavo Dezotti                                                   | 9 Rudi Völler                 |
| DT Carlos Bilardo                                                   | DT Franz Beckenbauer          |
| Canvis Monzón (Ruggeri, 46') Calderón (Burruchaga, 53')             | Canvis Reuter (Berthold, 73') |
| Amonestats Monzón (65') Trogglio (84') Maradona (87') Dezzoti (87') | Amonestats Völler (52')       |

## Campió
| Guanyador de Copa del Món de Futbol de 1990 |
| ------------------------------------------- |
| · Alemanya Occidental · Tercer títol        |

## Classificació final

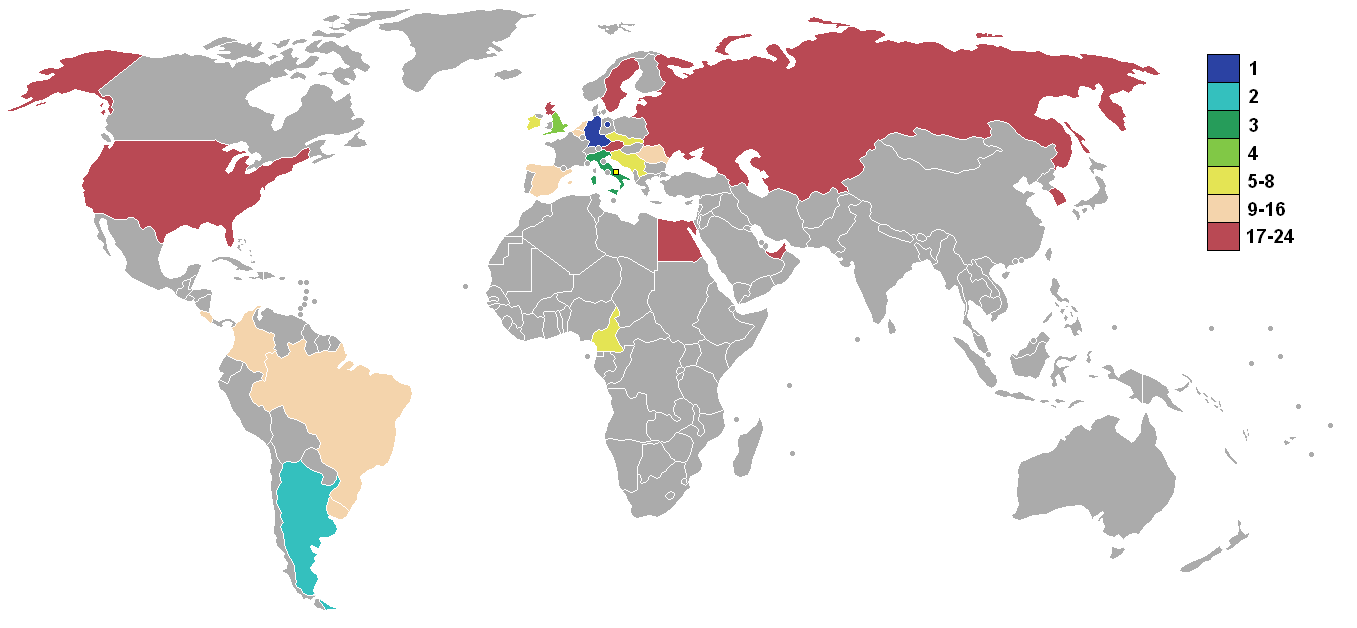
Mapa segons els resultats de 1990

| Equip | Equip               | Pts | PJ | PG | PE | PP | GF | GC | Dif | Rend  |
| ----- | ------------------- | --- | -- | -- | -- | -- | -- | -- | --- | ----- |
| 1     | Alemanya Federal    | 12  | 7  | 5  | 2  | 0  | 15 | 5  | +10 | 85,7% |
| 2     | Argentina           | 7   | 7  | 2  | 3  | 2  | 5  | 4  | +1  | 50,0% |
| 3     | Itàlia              | 13  | 7  | 6  | 1  | 0  | 10 | 2  | +8  | 92,9% |
| 4     | Anglaterra          | 9   | 7  | 3  | 3  | 1  | 8  | 6  | +2  | 64,3% |
| 5     | Iugoslàvia          | 7   | 5  | 3  | 1  | 1  | 8  | 6  | +2  | 70,0% |
| 6     | Txecoslovàquia      | 6   | 5  | 3  | 0  | 2  | 10 | 5  | +5  | 60,0% |
| 7     | Camerun             | 6   | 5  | 3  | 0  | 2  | 7  | 9  | -2  | 60,0% |
| 8     | República d'Irlanda | 4   | 5  | 0  | 4  | 1  | 2  | 3  | -1  | 40,0% |
| 9     | Brasil              | 6   | 4  | 3  | 0  | 1  | 4  | 2  | +2  | 75,0% |
| 10    | Espanya             | 5   | 4  | 2  | 1  | 1  | 6  | 4  | +2  | 62,5% |
| 11    | Bèlgica             | 4   | 4  | 2  | 0  | 2  | 6  | 4  | +2  | 50,0% |
| 12    | Romania             | 4   | 4  | 1  | 2  | 1  | 4  | 3  | +1  | 50,0% |
| 13    | Costa Rica          | 4   | 4  | 2  | 0  | 2  | 4  | 6  | -2  | 50,0% |
| 14    | Colòmbia            | 3   | 4  | 1  | 1  | 2  | 4  | 4  | 0   | 37,5% |
| 15    | Països Baixos       | 3   | 4  | 0  | 3  | 1  | 3  | 4  | -1  | 37,5% |
| 16    | Uruguai             | 3   | 4  | 1  | 2  | 1  | 2  | 5  | -3  | 37,5% |
| 17    | URSS                | 2   | 3  | 1  | 0  | 2  | 4  | 4  | 0   | 33,3% |
| 18    | Àustria             | 2   | 3  | 1  | 0  | 2  | 2  | 3  | -1  | 33,3% |
| 18    | Escòcia             | 2   | 3  | 1  | 0  | 2  | 2  | 3  | -1  | 33,3% |
| 20    | Egipte              | 2   | 3  | 1  | 0  | 2  | 1  | 2  | -1  | 33,3% |
| 21    | Suècia              | 0   | 3  | 0  | 0  | 3  | 3  | 6  | -3  | 0,0%  |
| 22    | Corea del Sud       | 0   | 3  | 0  | 0  | 3  | 1  | 6  | -5  | 0,0%  |
| 23    | Estats Units        | 0   | 3  | 0  | 0  | 3  | 2  | 8  | -6  | 0,0%  |
| 24    | Emirats Àrabs Units | 0   | 3  | 0  | 0  | 3  | 2  | 11 | -9  | 0,0%  |

## Golejadors
| 6 gols - Salvatore Schillaci 5 gols - Tomáš Skuhravý 4 gols - Roger Milla - Gary Lineker - Lothar Matthäus - Míchel 3 gols - David Platt - Andreas Brehme - Jürgen Klinsmann - Rudi Völler 2 gols - Claudio Caniggia - Careca - Müller - Bernardo Redín - Michal Bílek - Roberto Baggio - Gavril Balint - Marius Lăcătuş - Davor Jozić - Darko Pančev - Dragan Stojković | 1 gol - Andreas Ogris - Gerhard Rodax - Jorge Burruchaga - Pedro Monzón - Pedro Troglio - Jan Ceulemans - Lei Clijsters - Michel De Wolf - Marc Degryse - Enzo Scifo - Patrick Vervoort - Eugène Ekéké - Emmanuel Kundé - François Omam-Biyik - Freddy Rincón - Carlos Valderrama - Juan Cayasso - Róger Flores - Rónald González - Hernán Medford - Ivan Hašek - Luboš Kubík - Milan Luhový - Magdi Abdelghani - Mark Wright - Uwe Bein - Pierre Littbarski | - Niall Quinn - Kevin Sheedy - Giuseppe Giannini - Aldo Serena - Ruud Gullit - Wim Kieft - Ronald Koeman - Mo Johnston - Stuart McCall - Hwangbo Kwan - Igor Dobrovolski - Oleh Protasov - Oleksandr Zavarov - Andrei Zygmantovich - Alberto Górriz - Julio Salinas - Tomas Brolin - Johnny Ekström - Glenn Strömberg - Khalid Ismaïl - Ali Thani - Paul Caligiuri - Bruce Murray - Pablo Bengoechea - Daniel Fonseca - Robert Prosinečki - Safet Sušić |